# Psychotria vaccinioidifolia
Psychotria vaccinioidifolia är en måreväxtart som beskrevs av Seymour Hans Sohmer. Psychotria vaccinioidifolia ingår i släktet Psychotria och familjen måreväxter. Inga underarter finns listade i Catalogue of Life.